# Coppa Libertadores 2019 (calcio femminile)
La Coppa Libertadores 2019 è stata l'11ª edizione della massima competizione sudamericana riservata a squadre femminili di club. Il torneo si è tenuto tra l'11 e il 28 marzo a Quito. Inizialmente la finale si sarebbe dovuta tenere il 27 marzo, ma le proteste in Ecuador costrinsero la CONMEBOL a rinviarla al 28 marzo.
Il trofeo è stato vinto, per la seconda volta nella loro storia, dalle brasiliane del Corinthians.

## Squadre
Al torneo partecipano 16 squadre di 10 federazioni (i 10 membri della CONMEBOL), i cui criteri di qualificazione sono determinati dalle singole federazioni nazionali.
| Nazione               | Squadra                      | Qualificazione                                           |
| --------------------- | ---------------------------- | -------------------------------------------------------- |
| Argentina (1 squadra) | UAI Urquiza                  | Campione del Torneo Argentino 2018-2019                  |
| Bolivia (1 squadra)   | Mundo Futuro                 | Campione del Campionato Nazionale femminile boliviano    |
| Brasile (2 squadre)   | Corinthians                  | Campione del Campionato Brasiliano Femminile 2018        |
| Brasile (2 squadre)   | Ferroviária                  | 4ª classificata nel Campionato Brasiliano Femminile 2018 |
| Cile (2 squadre)      | Santiago Morning             | Campione del Campionato Cileno Femminile 2018            |
| Cile (2 squadre)      | Colo-Colo                    | Vincitore dei play-off per la Libertadores Femminile     |
| Colombia (3 squadre)  | Atlético Huila               | Campione in carica                                       |
| Colombia (3 squadre)  | América de Cali              | Campione del Campionato Colombiano Femminile 2018        |
| Colombia (3 squadre)  | Ind. Medellín/Formas Intimas | 2ª classificata del Campionato Colombiano Femminile 2018 |
| Ecuador (2 squadre)   | Deportivo Cuenca             | Campione del Campionato Ecuadoriano Femminile 2018       |
| Ecuador (2 squadre)   | Ñañas                        | 2ª classificata al Campionato Colombiano Femminile 2018  |
| Paraguay (2 squadre)  | Cerro Porteño (PAR 1)        | Campione del Campionato Paraguaiano Femminile 2018       |
| Paraguay (2 squadre)  | Libertad/Limpeño             | Classificata in qualità di (Paraguay 2)                  |
| Perù (1 squadra)      | Municipalidad de Majes       | Campione della Coppa del Perù di calcio femminile 2018   |
| Uruguay (1 squadra)   | Peñarol                      | Campione del Campionato Uruguaiano Femminile 2018        |
| Venezuela (1 squadra) | Estud. de Caracas            | Campione della Superliga Venezuelana Femminile 2018      |

## Stadi
Le partite si sono tenute a Quito e nei seguenti stadi:
- Stadio olimpico Atahualpa, Quito (35.258)
- Stadio Rodrigo Paz Delgado, Quito (55.400)

## Fase a gironi

### Gruppo A
| Pos. | Squadra        | Pt | G | V | N | P | GF | GS | DR |
| ---- | -------------- | -- | - | - | - | - | -- | -- | -- |
| 1.   | Atlético Huila | 9  | 3 | 3 | 0 | 0 | 8  | 2  | +6 |
| 2.   | Cerro Porteño  | 6  | 3 | 2 | 0 | 1 | 4  | 5  | -1 |
| 3.   | Peñarol        | 1  | 3 | 0 | 1 | 2 | 3  | 5  | -2 |
| 4.   | Colo-Colo      | 1  | 3 | 0 | 1 | 2 | 5  | 8  | -3 |

### Gruppo B
| Pos. | Squadra           | Pt | G | V | N | P | GF | GS | DR  |
| ---- | ----------------- | -- | - | - | - | - | -- | -- | --- |
| 1.   | Deportivo Cuenca  | 9  | 3 | 3 | 0 | 0 | 10 | 3  | +7  |
| 2.   | Ferroviária       | 6  | 3 | 2 | 0 | 1 | 15 | 4  | +11 |
| 3.   | Estud. de Caracas | 3  | 3 | 1 | 0 | 2 | 4  | 7  | -3  |
| 4.   | Mundo Futuro      | 0  | 3 | 0 | 0 | 3 | 2  | 17 | -15 |

### Gruppo C
| Pos. | Squadra          | Pt | G | V | N | P | GF | GS | DR  |
| ---- | ---------------- | -- | - | - | - | - | -- | -- | --- |
| 1.   | Corinthians      | 7  | 3 | 2 | 1 | 0 | 8  | 4  | +4  |
| 2.   | América de Cali  | 6  | 3 | 2 | 0 | 1 | 8  | 4  | +4  |
| 3.   | Libertad/Limpeño | 4  | 3 | 1 | 1 | 1 | 5  | 3  | +2  |
| 4.   | Ñañas            | 0  | 3 | 0 | 0 | 3 | 2  | 12 | -10 |

### Gruppo D
| Pos. | Squadra                      | Pt | G | V | N | P | GF | GS | DR  |
| ---- | ---------------------------- | -- | - | - | - | - | -- | -- | --- |
| 1.   | UAI Urquiza                  | 7  | 3 | 2 | 1 | 0 | 10 | 3  | +7  |
| 2.   | Santiago Morning             | 5  | 3 | 2 | 0 | 1 | 8  | 3  | +5  |
| 3.   | Ind. Medellín/Formas Intimas | 4  | 3 | 1 | 1 | 1 | 8  | 3  | +5  |
| 4.   | Municipalidad de Majes       | 0  | 3 | 0 | 0 | 3 | 0  | 17 | -17 |

## Fase a eliminazione diretta
|  | Quarti di finale    | Quarti di finale |             |                 | Semifinali                | Semifinali                |  |  | Finale | Finale |
|  |                     |                  |             |                 |                           |                           |  |  |        |        |
|  |                     |                  |             |                 |                           |                           |  |  |        |        |
|  |                     |                  |             |                 |                           |                           |  |  |        |        |
|  | Atlético Huila      | 2                |             |                 |                           |                           |  |  |        |        |
|  | Atlético Huila      | 2                |             |                 |                           |                           |  |  |        |        |
|  | Ferroviária         | 3                |             |                 |                           |                           |  |  |        |        |
|  | Ferroviária         | 3                | Ferroviária | 2               |                           |                           |  |  |        |        |
|  |                     |                  | Ferroviária | 2               |                           |                           |  |  |        |        |
|  |                     | Cerro Porteño    | 1           |                 |                           |                           |  |  |        |        |
|  | Deportivo Cuenca    | Cerro Porteño    | 1           | 3 (3)           |                           |                           |  |  |        |        |
|  | Deportivo Cuenca    |                  |             | 3 (3)           |                           |                           |  |  |        |        |
|  | Cerro Porteño (dtr) | 3 (4)            |             |                 |                           |                           |  |  |        |        |
|  | Cerro Porteño (dtr) | 3 (4)            | Ferroviária | 0               |                           |                           |  |  |        |        |
|  |                     |                  | Ferroviária | 0               |                           |                           |  |  |        |        |
|  |                     | Corinthians      | 2           |                 |                           |                           |  |  |        |        |
|  | Corinthians         | Corinthians      | 2           | 2               |                           |                           |  |  |        |        |
|  | Corinthians         |                  |             | 2               |                           |                           |  |  |        |        |
|  | Santiago Morning    | 0                |             |                 |                           |                           |  |  |        |        |
|  | Santiago Morning    | 0                | Corinthians | 4               | Finale per il terzo posto | Finale per il terzo posto |  |  |        |        |
|  |                     |                  | Corinthians | 4               | Finale per il terzo posto | Finale per il terzo posto |  |  |        |        |
|  |                     | América de Cali  | 0           |                 |                           |                           |  |  |        |        |
|  | UAI Urquiza         | América de Cali  | 0           | 2               | Cerro Porteño             | 1                         |  |  |        |        |
|  | UAI Urquiza         |                  |             | 2               | Cerro Porteño             | 1                         |  |  |        |        |
|  | América de Cali     | 3                |             | América de Cali | 3                         |                           |  |  |        |        |
|  | América de Cali     | 3                |             |                 | 3                         |                           |  |  |        |        |
|  |                     |                  |             |                 |                           |                           |  |  |        |        |
|  |                     |                  |             |                 |                           |                           |  |  |        |        |